# فرودگاه نوشاتل
 فرودگاه نوشاتل (به انگلیسی: Neuchâtel Airport) یک فرودگاه با کد یاتا QNC است . این فرودگاه در شهر نوشاتل کشور سوئیس قرار دارد .